# ОШ „Краљ Александар I Карађорђевић” Јадранска Лешница
ОШ „Краљ Александар I Карађорђевић” основна школа у Јадранској Лешници, Лознички град. Поред матичне школе, настава се изводи и у издвојеним одељењима у Јошеви, Горњем Добрићу и Милини.

## Опште информације
Школу похађа око 400 ученика. Крајем 2024. године завршени су грађевински радови на фискултурној сали у Јадранској Лешници.

## Историјат
Према подацима школа је почела са радом 1870. године.

## Галерија

### Матична школа у Јадранској Лешници
- Натпис на школи
- Мурал на згради школе
- Споменик у дворишту школе

### Издвојена оделења
- Издвојено оделење у Милини
- Издвојено оделење у Милини
- Издвојено оделење у Милини
- Издвојено оделење у Јошеви
- Споменик на путу испред школе